# Diesis

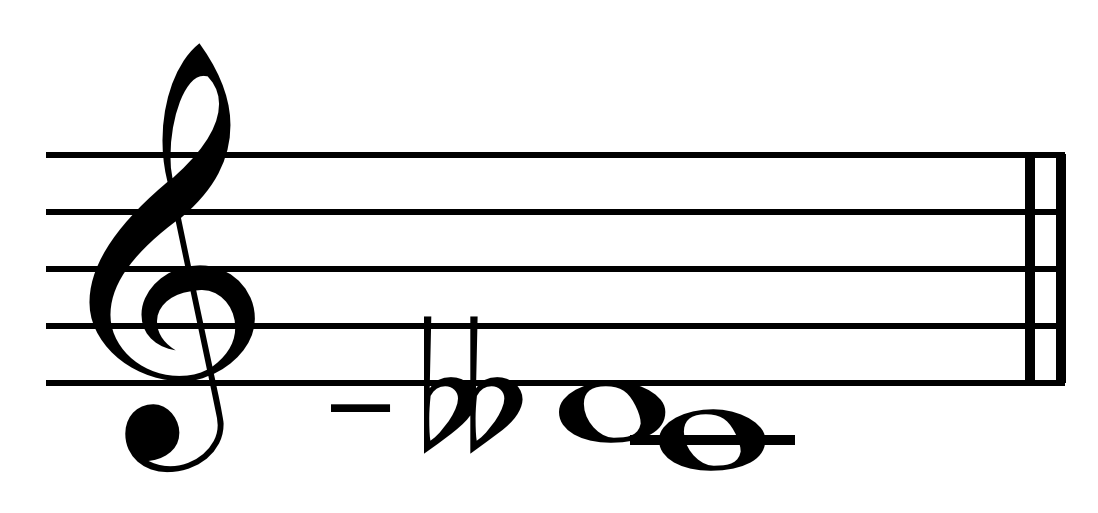
Diesis

Diesis je malý hudební interval vyskytující se ve dvou variantách: malá diesis a velká diesis.

## Malá diesis
Malá diesis je rozdíl mezi třemi čistými velkými terciemi a oktávou:
{\displaystyle \left({\frac {5}{4}}\right)^{3}:{\frac {2}{1}}={\frac {5^{3}}{2^{7}}}={\frac {125}{128}}\approx 41{,}06\;\mathrm {centu} }
Tento interval se také nazývá enharmonické koma, protože ve středotónovém ladění odpovídá rozdílu tónů, které jsou enharmonicky zaměněny, např. D# a Eb.

## Velká diesis
Velká diesis je rozdíl mezi čtyřmi čistými malými terciemi a oktávou:
{\displaystyle \left({\frac {6}{5}}\right)^{4}:{\frac {2}{1}}={\frac {2^{3}\cdot 3^{4}}{5^{4}}}={\frac {648}{625}}\approx 62{,}57\;\mathrm {centu} }